# صردي (خروف مغربي)
الصردي هي إحدى سلالات الخرفان التي تشكل ثروة حيوانية مهمة في المغرب. تحتل سلالة الصردي مكانة بارزة في تربية الأغنام في البلد. تحظى بتقدير كبير على المستوى الوطني، كما أن الذكر مرغوب فيه للغاية في عيد الأضحى. كما يساهم في إجمالي إنتاج اللحوم الحمراء في المغرب. وقد ازدادت أعدادها في العقود الأخيرة، حيث ارتفعت من 500.000 رأس في عام 1977 إلى 2,154,194 رأساً في عام 1998، أي 13% من إجمالي الأغنام المغربية.

## مميزات
تتميز هذه السلالة ببياض لونه، وصدره الخالي من الصوف، وطول ولولبية قرونه (باستثناء النعاج)، والسواد على مستوى الفم والعينين وأحيانا في مؤخرة الأذنين، بالإضافة إلى منتهى الأرجل.
يتراوح وزن الخروف من 70 إلى 120 كلغ، ويتراوح طوله بين 80 و 90 سم عند الذكور (الكباش) و55 و65 سم عند الإناث (النعاج).